# Neotoma palatina
La rata montera de Bolaños (Neotoma palatina) es un roedor de la familia de los múridos endémico del occidente de México.
Tiene una longitud total de 32 a 40 cm. Tienen pelaje áspero, negro en el dorso, marrón en los lados y las mejillas, gris en el pecho y vientre y patas blancas. La cola, con escaso pelo, es negra en la parte dorsal y blanquecina en la parte ventral.
Habita en zonas de vegetación xerófita, entre 938 y 1900 m snm, en el occidente de la Altiplanicie Mexicana, en los límites entre los estados de Zacatecas y Jalisco. Toma su nombre de Bolaños, localidad serrana del estado de Jalisco. Se asocia a las cercanías de cuerpos de agua.
Existen pocos datos sobre su biología, pero por lo reducido de su hábitat es considera una especie vulnerable por la UICN.